# Пулино-Гута
Пулино-Гута (укр. Пулино-Гута) — село на Украине, находится в Пулинском районе Житомирской области.
Код КОАТУУ — 1825485701. Население по переписи 2001 года составляет 325 человек. Почтовый индекс — 12011. Телефонный код — 4131. Занимает площадь 1,767 км².

## Адрес местного совета
12012, Житомирская область, Пулинский р-н, с. Пулино-Гута, ул. Комсомольская, 1